# Czaple (powiat wąbrzeski)
Czaple – wieś w Polsce położona w województwie kujawsko-pomorskim, w powiecie wąbrzeskim, w gminie Płużnica.
W latach 1975–1998 miejscowość należała administracyjnie do województwa toruńskiego. Według Narodowego Spisu Powszechnego (III 2011 r.) liczyła 391 mieszkańców. Jest siódmą co do wielkości miejscowością gminy Płużnica.